# Waung (Krembung)
Waung is een bestuurslaag in het regentschap Sidoarjo van de provincie Oost-Java, Indonesië. Waung telt 1696 inwoners (volkstelling 2010).